# 沃多利岩
沃多利岩（英語：Vodoley Rock）是南極洲的岩石，它位於南設得蘭群島的利文斯頓島，處於德雷富斯角西南面1.2公里、謝薩角西北面1.8公里和弗雷德里克岩東北面4.75公里，長0.22公里、寬0.11公里，現時由南極條約體系管理。